# Klaus Riedel
Klaus Riedel (2 de agosto de 1907-4 de agosto de 1944) fue un pionero alemán en el desarrollo de cohetes. Estuvo implicado en los primeros motores cohete experimentales propulsados por combustibles líquidos, trabajando finalmente en el programa del misil balístico V-2 desde Peenemünde.

## Semblanza
Riedel nació en Wilhelmshaven, hijo de un agente naval. Su madre murió cuando Riedel tenía doce años, y su padre falleció dos años más tarde, siendo criado por su abuela en Bernstadt. Estudió mecánica en la Universidad Técnica de Berlín, comenzando a trabajar en la empresa automovilística Löwe. Durante su estancia en Berlín asistió a una conferencia sobre cohetes pronunciada por Rudolf Nebel de la "Sociedad del Vuelo Espacial". Riedel se afilió a la sociedad enseguida, trabajando con gran interés en la construcción de cohetes con resultados prácticos como el Mirak y el Repulsor, prestando la granja de su familia para probarlos.
Después de la disolución de la sociedad en 1933, Riedel fue invitado por Wernher von Braun para unirse al programa de cohetes del Ejército. Aceptó el ofrecimiento y empezó a trabajar en Peenemünde cuando el equipo se trasladó allí. Riedel pasó a dirigir el "Laboratorio de Pruebas", y su trabajo posiblemente estuvo mayoritariamente ligado con el desarrollo del equipamiento de soporte móvil para el V-2.
Murió en un accidente de automóvil dos días después de haber cumplido 37 años.

## Reconocimientos
- Tiene dedicado un pequeño museo conmemorativo en Bernstadt.
- En 1970 el cráter lunar Riedel recibió su nombre, honor compartido con el también pionero de los cohetes alemán del mismo apellido Walter Riedel (1902-1968).[2]